# СК-2,6

СК-2,6 в агрегате с ДТ-54

СК-2,6 — советский прицепной силосоуборочный комбайн, производившийся в 1954—1962 года на Сызранском комбайновом заводе в количестве 189000 штук. Агрегатировался с тракторами ДТ-54, КД-35, на уборке силосных культур с урожайностью до 25 т/га с МТЗ-2 и МТЗ-5.

## Создание
Был создан в ВИСХОМе под руководством кандидата технических наук Н. Е. Резника в 1950-е годы с целью заменить своего предшественника — СК-1,2. После дополнительных испытаний и доводки конструкции Сызранский комбайновый завод в кооперации с «Гомсельмашем» приступил в 1954 году к серийному производству СК-2,6. В 1960 году в Польше на международных испытаниях силосоуборочных комбайнов СК-2,6 показал довольно высокое качество работы.

## Применение
СК-2,6 получился очень универсальным. Он мог убирать растения, посеянные сплошным, рядовым или квадратно-гнездовым способом, урожайностью зелёной массы до 80-100 т/га и успешно скашивать как низкостебельные травы, так и кукурузу, высота стеблей которой достигает 4 м, а диаметр в комлевой части — 50 мм.

## Устройство
От своего предшественника СК-2,6 отличался более чем в два раза большей шириной захвата, регулируемым по высоте хедером, режущими ножами (сделанными по подобию режущих ножей зерноуборочных комбайнов), а также СК-2,6 не имел бункера и погрузка скошенной массы производилась на рабочем ходу в кузов грузовика. Скошенная масса по транспортеру поступала под оригинальный барабанный нож на измельчение. В отличие от аналогичных комбайнов зарубежного производство в СК-2,6 ручей, по которому растения подаются к ножу, не суживается и ширина ножа равна захвату комбайна. Благодаря этому под нож идёт тонкий слой скошенной массы, что и обеспечивает экономичность и высокое качество измельчения. СК-2,6 обслуживает 1 человек — комбайнёр.

## Технические характеристики
- Длина — 5410 мм
- Ширина (рабочая) — 6000 мм
- Высота (рабочая) — 3680 мм
- Вес — 2900 кг
- Производительность — 0,9-1,7 га/ч
- Расчетная длина резки — 28 мм
- Рабочая скорость — 3,5-7 км/ч
- Транспортная скорость — до 15 км/ч